# Nawaz Sharif
Mian Mohammad Nawaz Sharif, također poznat kao Nawaz Sharif, (Lahore, Punjab, Pakistan, 25. prosinca 1949. -) je pakistanski političar i poslovni čovjek. Dva puta je bio izabran za premijera Pakistana, služeći dva mandata - prvi od 6. studenog 1990. do 18. srpnja 1993. godine i drugi od 17. veljače 1997. do 12. listopada 1999. godine. Njegova politička stranka se zove Pakistanska muslimanska liga (N) (Nawazova skupina). Međunarodnoj je javnosti najpoznatiji po tome što je 1998. godine naredio nuklearne testove kao odgovor na indijske nuklearne testove, Kargilskom ratu te dramatičnom državnom udaru prilikom koga ga je s vlasti svrgnuo general Pervez Mušaraf.
Na izborima u svibnju 2013. godine njegova stranka je dobila najveći broj glasova, što mu je omogućilo da oformi koalicijsku vladu i demokratskim putem postane premijer Pakistana.
Mandat mu je okončan ostavkom nakon što ga je Vrhovni sud Pakistana, odlučujući temeljem istrage povodom skandala Panama Papers, proglasio krivim i osudio na 10 godina gubitka prava na javne dužnosti.

## Vanjske poveznice

### Mrežna mjesta
- Pml(N)Official website  Arhivirana inačica izvorne stranice od 8. lipnja 2012. (Wayback Machine)
- US weighs Nawaz As Possible Partner: Report[neaktivna poveznica]
- Pakistan Muslim League (Nawaz Group) Pakistan  Arhivirana inačica izvorne stranice od 8. lipnja 2012. (Wayback Machine)
- Live Interview
- Watch latest Videos and Interviews of Nawaz Sharif  Arhivirana inačica izvorne stranice od 26. svibnja 2017. (Wayback Machine)
- PMLN site  Arhivirana inačica izvorne stranice od 19. lipnja 2012. (Wayback Machine)
- Nawaz Sharif becomes Prime Minister  Arhivirana inačica izvorne stranice od 19. ožujka 2012. (Wayback Machine)
- BBC Profile of Nawaz Sharif
- Nawaz Sharif's Life Story (Urdu)  Arhivirana inačica izvorne stranice od 16. listopada 2021. (Wayback Machine)
- Nawaz Sharif took about US$500,000 from Osama bin Ladin for elections
- BBC, Timeline: Pakistan's political rivals
- Lahore High Court disqualifies Nawaz from contesting by-polls 23 June 2008[neaktivna poveznica]
- Nawaz Sharif and Osama Bin Laden: The bosom buddies

### Ostali projekti
|  | Zajednički poslužitelj ima stranicu o temi Nawaz Sharif |